# Corbu Nou
Corbu Nou – wieś w Rumunii, w okręgu Braiła, w gminie Măxineni. W 2011 roku liczyła 862 mieszkańców.